# 矮箭竹
矮箭竹（学名：Fargesia demissa）为禾本科箭竹属下的一个种。

## 扩展阅读
- 維基物種上的相關：矮箭竹